# Zachary Breaux
Zachary Breaux (* 26. Juni 1960 in Port Arthur, Texas; † 20. Februar  1997 in Miami Beach) war ein US-amerikanischer Jazzgitarrist.

## Leben und Wirken
Zachary Breaux begann im Alter von neun Jahren, Gitarre zu spielen. Nach Abschluss der Lincoln High School studierte er Komposition an der North Texas State University. Im Jahr 1984 ging er nach New York, wo er sechs Jahre in der Band von Vibraphonist Roy Ayers spielte. Stilistisch war sein Spiel von George Benson und Wes Montgomery inspiriert. Während seiner Karriere spielte er außerdem mit Stanley Turrentine, Jack McDuff, Lonnie Liston Smith, Dee Dee Bridgewater und Donald Byrd. 1996 unterschrieb er einen Plattenvertrag bei Zebra Records. Er starb im Februar 1997 im Alter von 36 Jahren während des Urlaubs im Meer vor Miami Beach, als er versuchte, das Leben einer Schwimmerin zu retten, als diese von der Strömung mitgerissen wurde.
Posthum wurde Breaux für seine Beiträge zur Musik vom texanischen Parlament geehrt.

## Diskografie
- Groovin’ (1992, NYC Records)
- Laid Back (1994, NYC Records)
- Uptown Groove (1996, Zebra Records)